# Eliza Scanlen
Eliza Jane Scanlen  (Sydney, 6 januari 1999) is een Australische actrice.

## Levensloop
Scanlen is geboren in Sydney, heeft een tweelingzus en kreeg als kind een aantal jaren pianoles. Ze studeerde af van de middelbare school in 2016. Terwijl ze naar de middelbare school ging, kreeg ze de rol van Tabitha Ford in de Australische soap Home and Away. In 2018 had ze de titelrol in de korte film Grace, waarvoor ze werd genomineerd op het St. Kilda Film Festival in de categorie Beste Acteur. In de HBO-miniserie Sharp Objects speelde ze de rol van Amma Crellin, naast Patricia Clarkson als haar filmmoeder Adora en Amy Adams als haar oudere halfzus Camille Preaker. Ze ontving de Screen Australia Breakthrough Award van Australians in Film in 2018.
In Little Women van Greta Gerwig, gebaseerd op de roman van Louisa May Alcott over de vier zussen Meg, Jo, Beth en Amy March, speelde ze de rol van Beth. Emma Watson, Saoirse Ronan en Florence Pugh speelden de zussen. Begin 2019 stond ze voor de camera bij de opnames van The Devil All the Time van Antônio Campos met Tom Holland, Chris Evans en Mia Wasikowska, waar ze de rol van Lenora Laferty vertolkte. Ze ging in première met de Sydney Theatre Company in juli 2019 in Lord of the Flies als Eric in een productie van Kip Williams tegenover Mia Wasikowska als Ralph.
In de film Babyteeth van Shannon Murphy, die in première ging op het Filmfestival van Venetië 2019 in de competitie voor de Gouden Leeuw, speelde ze de vrouwelijke hoofdrol van de door kanker getroffen tiener Milla Finlay. Voor haar vertolking van Milla ontving ze in 2020 een AACTA Award voor beste hoofdrolspeelster. In 2021 speelde ze de hoofdrol in de psychologische thriller Old van M. Night Shyamalan.

## Filmografie
| Jaar      | Titel                  | Rol                     | Opmerkingen              |
| --------- | ---------------------- | ----------------------- | ------------------------ |
| Film      |                        |                         |                          |
| 2016      | Lacuna                 | Zoe                     | Korte film               |
| 2018      | Grace                  | Grace                   | Korte film               |
| 2018      | Love and Other Places  | Claude                  | Korte film               |
| 2019      | Babyteeth              | Milla Finlay            |                          |
| 2019      | Little Women           | Elizabeth "Beth" March  |                          |
| 2020      | The Devil All the Time | Lenora Laferty          |                          |
| 2021      | Old                    | Kara                    |                          |
| 2024      | Caddo Lake             | Ellie                   |                          |
| Televisie |                        |                         |                          |
| 2015      | A Class Act            | Eliza                   | Afl. "Let Them Eat Cake" |
| 2016      | Home and Away          | Tabitha Ford            | 15 afleveringen          |
| 2018      | Sharp Objects          | Amma Crellin            | 8 afleveringen           |
| 2021      | Fires                  | Natasha 'Tash' Jasic    | 5 afleveringen           |
| 2022      | The First Lady         | jonge Eleanor Roosevelt | 2 afleveringen           |

## Theater
| Jaar | Titel                 | Rol           | Opmerkingen                |
| ---- | --------------------- | ------------- | -------------------------- |
| 2019 | Lord of the Flies     | Eric          | Sydney Theatre Company     |
| 2019 | To Kill a Mockingbird | Mayella Ewell | Shubert Theatre (New York) |